# Pacific Life Open 2002
Die Pacific Life Open 2002 waren ein Tennisturnier der WTA Tour 2002 für Damen und ein Tennisturnier der ATP Tour 2002 für Herren in Indian Wells. Das WTA-Turnier wurde vom 6. bis zum 16. März ausgetragen und das ATP-Turnier vom 11. bis zum 17. März.